# Mammacyon
Mammacyon — вимерлий рід хижих ссавців з родини амфіціонових, ендемік Північної Америки в пізньому олігоцені та ранньому міоцені. Він жив від 26.3 до 20.4 млн років і проіснував приблизно 6 мільйонів років.